# Sascha Kokot

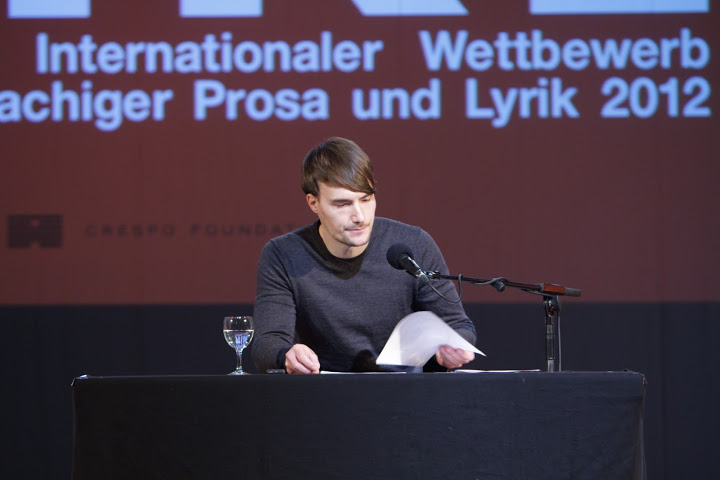
Sascha Kokot beim Finale des open mike 2012

Sascha Kokot (* 1982 in Osterburg) ist ein deutscher Schriftsteller, der bislang vor allem mit Lyrik hervorgetreten ist und sich mit Fotografie beschäftigt.

## Leben und Werk
Nach einer Lehre als Informatiker in Hamburg und einem längeren Aufenthalt in Australien studierte Kokot ab 2006 am Deutschen Literaturinstitut Leipzig. Zusammen mit Jasmin Herold gründete er dort die Lesereihe Hausdurchsuchung, um in diesem Rahmen Texte der Studierenden des Deutschen Literaturinstituts Leipzig im deutschsprachigen Raum zu präsentieren.
Kokots Schreiben fand bei vielen Wettbewerben Aufmerksamkeit und wurde mehrfach mit Stipendien gefördert. 2008 wurde sein Drehbuch debris beim Drehbuchwettbewerb Ansichtssache der Robert-Bosch-Stiftung, des Goethe-Instituts und des OSTPOL e.V. ausgezeichnet und anschließend von Absolventen des International College Kiew verfilmt.
 Er nahm mit Gedichten am Finale verschiedener Wettbewerbe mit öffentlichen Lesungen teil, darunter der Leonce-und-Lena-Preis (2011, 2013), der Literaturwettbewerb Wartholz (2011, 2012) und der open mike der Literaturwerkstatt Berlin (2013). Beim Münchner Lyrikpreis 2011 wurde er lobend erwähnt und errang beim Feldkircher Lyrikpreis 2012 den 2. Platz.
Zuletzt erhielt er den Georg-Kaiser-Förderpreis (2014) des Landes Sachsen-Anhalt.
Kokot veröffentlichte seine Gedichte in verschiedenen Anthologien und Zeitschriften, u. a. Akzente, Außer.dem, BELLA triste, Belletristik, Dulzinea, Edit, erostepost, Keine Delikatessen, Kolik, Krautgarten, Der Maulkorb, Ostragehege, Poesiealbum, um[laut]. Seine Texte wurden ins Armenische, Bulgarische, Englische, Italienische, Russische und Ukrainische übertragen.
 Im Frühjahr 2013 erschien sein Debütband Rodung im Verlag edition AZUR.
Neben seinen literarischen Arbeiten engagiert sich Kokot mithilfe des Friedrich-Bödecker-Kreises auch für die Lese- und Literaturförderung in Sachsen-Anhalt und veranstaltet hierfür Schullesungen und Schreibwerkstätten.
Im Jahr 2023 wurde vom Kultusministerium die zweite Strophe seines Gedichts „Das Grollen in den Träumen“ in der NRW-Zentralklausur im Fach Deutsch ausgewählt. Schüler waren daraufhin verzweifelt und teilten ihren Missmut auf verschiedenen Sozialen Medien mit. Grund dafür war das Fehlen von Reimschema, Metrum und Satzzeichen.
Kokot lebt als freier Autor und Fotograf in Leipzig.

## Auszeichnungen
- 2007: Sonneck-Stipendium des Literaturrats Sachsen-Anhalt[10]
- 2008: Preis des Drehbuchwettbewerbs Ansichtssache der Robert-Bosch-Stiftung, des Goethe-Instituts und des OSTPOL e.V.
- 2009: Literaturstipendium der Albert Koechlin Stiftung in der Stadtmühle Willisau[11]
- 2010: Stipendium der Kulturstiftung des Freistaates Sachsen für junge Autoren des Deutschen Literaturinstituts Leipzig
- 2012: Feldkircher Lyrikpreis (2. Preis)
- 2014: Georg-Kaiser-Förderpreis
- 2016: Arbeitsstipendium der Kulturstiftung des Freistaates Sachsen

## Werke

### Eigenständige Veröffentlichungen
- Ferner, Edition AZUR, Dresden 2017, ISBN 978-3-942375-29-0
- Rodung, Edition AZUR, Dresden 2013, ISBN 978-3-942375-07-8

### Anthologien (Auswahl)
- entwürfe Zeitschrift für Literatur Nr. 83 1/2017, KaMeRu Verlag, Zürich 2017, ISBN 978-3-906082-03-5
- Christoph Buchwald, Ulrike Almut Sandig (Hrsg.): Jahrbuch der Lyrik 2017, Schöffling & Co, Frankfurt am Main 2017, ISBN 978-3895616808
- Anja Bayer, Daniela Seel (Hrsg.): all dies hier, Majestät, ist deins - Lyrik im Anthropozän, kookbooks, Berlin 2016, ISBN 978-3937445809
- Max Czollek, Michael Fehr, Robert Prosser (Hrsg.): Lyrik von Jetzt 3: Babelsprech, Wallstein Verlag, Göttingen 2015, ISBN 978-3835317390
- Christoph Buchwald, Nora Gomringer (Hrsg.): Jahrbuch der Lyrik 2015, Deutsche Verlags-Anstalt, München 2015, ISBN 978-3421046123
- entwürfe Zeitschrift für Literatur Nr. 76 4/2013, KaMeRu Verlag, Zürich 2013, ISBN 978-3-906082-03-5
- Fritz Deppert, Christian Döring, Hanne F. Juritz (Hrsg.): Fische in blauem Rauch Literarischer März 18, Brandes & Apsel, Frankfurt am Main 2013, ISBN 978-3-95558-043-8
- Erika Kronabitter (Hrsg.): Lyrik der Gegenwart 24 Feldkircher Lyrikpreis 2012, Edition Art Science, St. Wolfgang 2012, ISBN 978-3902864123
- 20 OPEN MIKE Internationaler Wettbewerb junger deutschsprachiger Prosa und Lyrik, Allitera Verlag, München 2012, ISBN 978-3869064697
- Jürgen Jankofsky, André Schinkel, Levon Ananyan (Hrsg.): Als die eisigen Tage endlich vorüber waren, Apollon, Jerewan 2012, ISBN 978-9993054658
- Till Beckmann, Kathrin Butt (Hrsg.): Druckstellen Ausgewählte Texte aus dem 2. Ruhrgebiets-Literaturwettbewerb, Klartext Verlag, Essen 2012, ISBN 978-3837507232
- Fritz Deppert, Christian Döring, Hanne F. Juritz (Hrsg.): Windklug wie Sand Literarischer März 17, Brandes & Apsel, Frankfurt am Main 2011, ISBN 978-3-86099-714-7
- Andreas Heidtmann (Hrsg.): poet nr. 11 Literaturmagazin, Poetenladen Verlag, Leipzig 2011, ISBN 978-3-940691-27-9
- Tippgemeinschaft 2011 Jahresanthologie der Studierenden des Deutschen Literaturinstituts Leipzig, Connewitzer Verlagsbuchhandlung, Leipzig 2011, ISBN 978-3937799551
- Christoph Buchwald, Kathrin Schmidt (Hrsg.): Jahrbuch der Lyrik 2011, Deutsche Verlags-Anstalt, München 2011, ISBN 978-3421045072
- Ulf Stolterfoht (Hrsg.): roughbook 003 - Cowboylyrik, Engeler Verlag, Weil am Rhein 2009, ISBN 978-3938767733

## Rezensionen
- Dominik Dombrowski: Heim, in dem unser Fehlen haust. Fixpoetry, 23. April 2013, abgerufen am 21. August 2014.
- Walter Fabian Schmid: Du musst dahin, wo es weh tut. Signaturen Magazin, 25. August 2013, abgerufen am 21. August 2014.